# 飯島順子
飯島 順子（いいじま じゅんこ、1969年10月25日 - ）は、日本の女優。東京都出身。身長165.5cm、血液型はA型。舞夢プロ所属。演劇ユニット「グルポ・デ・マロ」の一員でもある。

## 出演

### テレビドラマ
- 月曜ドラマスペシャル 「一色京太郎事件ノート4」（1997年） - 園田伸江 役
- 南町奉行事件帖 怒れ!求馬（TBS / C.A.L.）
  - パート1 第6話「消えた女囚」（1997年）- お紺
  - パート2 第9話「噂の女」（1999年）- おたね
  - 大江戸を駈ける! 第12話「島破りの二千両・佃島」（2001年）- おきち
- 水戸黄門（TBS / C.A.L.）
  - 第25部
    - 第8話「奪われた恋女房 -鳥羽-」（1997年）- おみつ
    - 第25話「罠を仕掛けた釣り天井 -高山-」（1997年）- 荻野屋の女中
    - 第32話「嫁と認めぬ頑固者 -八戸-」（1997年）- 芸妓

  - 第27部
    - 第15話「なまはげの凶賊退治 -男鹿-」（1999年）- おりき
    - 第17話「殿に教えた米の味 -象潟-」（1999年）- お咲
    - 第27話「恩を返した風来坊 -松井田-」（1999年）- お梅

  - 第29部 第20話「岸壁に祈る母 -柏崎-」（2001年）- おかね
  - 第30部 第4話「殿を殴った指南役 -松島-」(2002年）
  - 第33部 第6話「肝っ玉女将と意地比べ -高山-」(2003年）- おかめ
  - 第35部 第9話「老公狙った百年の恨み -長崎-」（2005年）- 槙
  - 第36部 第1話「加賀百万石への旅立ち -水戸・日光-」（2006年）- 盛岡の妻
  - 第38部
    - 第12話「縁は切られぬ偽親子 -岐阜-」(2008年）- おさち
    - 第24話「禁断の園! 大奥の謎 -江戸-」(2008年）- 信子の方

  - 第40部 第1話「老公狙った百年の恨み --」（2009年）
- 奇跡のホスピス〜人生の"わすれもの"ってなんですか?〜（2012年） - 桃井紀代美 役
- 毎日放送「ドラマ30」
  - いのちの現場から シリーズ - 水木悦子 役
    - 新・いのちの現場から2（2006年） - 春日リカ 役[3]

  - デザイナー（2005年） - 橘瑤子 役
- NHK「連続テレビ小説」
  - あすか（1999年度後期） - 中川看護婦 役
  - カーネーション（2011年度後期） - 木岡美代 役
  - 純と愛（2012年度後期） - 池内音子 役
  - マッサン（2014年度後期） - 篠田梅子 役
  - スカーレット（2019年） - 黒岩富子 役
  - おむすび（2024年） - 大堀多恵 役
- 妻は、くノ一（2013年） - およう 役
- コールドケース 迷宮事件簿（2016年） - 玉城美里 役
- 小吉の女房（2019年） - お律 役
- 科捜研の女
  - Season19 第14話（2019年） - 加藤佐奈 役
  - Season20 第6話（2020年） - 若菜アユミ 役
  - Season22 第4話（2022年） - 連城哲子 役
  - Season24  最終話（2024年） - 笠井桐子 役
- 黒薔薇 刑事課強行犯係 神木恭子2（2019年） - 西河信子 役
- 閻魔堂沙羅の推理奇譚 第7回、第8回（2020年、NHK総合） -野上叶恵 役
- 遺留捜査 第6シリーズ 第8話（2021年3月4日、テレビ朝日）
- 三屋清左衛門残日録 陽のあたる道（2021年） - おとき 役
- あなたのブツが、ここに（2022年、NHK総合） - 峯田里子 役
- ホリデイ〜江戸の休日〜（2023年1月6日、テレビ東京） - 商家の女房 役
- 鬼平犯科帳 SEASON1 血頭の丹兵衛（2024年7月6日、時代劇専門チャンネル）[4]
- バニラな毎日（2025年） - 岩下さん 役

### テレビその他
- NHK「ゆうどきネットワーク→ゆうどき 関西発」（2013年8月30日、2014年12月12日ほか） - グルメリポーターとして不定期出演。

### 映画
- かぞくのひけつ（2006年） - 青木千景 役
- 天使の卵（2006年） - 福俵瑞江 役
- ごめん - 竹林のおばちゃん 役
- 柘榴坂の仇討（2014年） - ヨシ 役
- 阪急電車 片道15分の奇跡（2011年） - おばちゃん 役
- あの日のオルガン（2019年） - 亀島タキ 役
- 燃えよ剣（2021年） - おとら 役
- 碁盤斬り（2024年） - さだ 役